# Zack Cozart
Zachary Warren Cozart (ur. 12 sierpnia 1985) – amerykański baseballista występujący na pozycji łącznika w Los Angeles Angels.

## Przebieg kariery
Cozart studiował na University of Mississippi, gdzie w latach 2005–2007 grał w drużynie uniwersyteckiej Ole Miss Rebels. W czerwcu 2007 został wybrany w drugiej rundzie draftu przez Cincinnati Reds. Zawodową karierę rozpoczął od występów w Daytona Dragons (poziom Class A), następnie w 2009 grał w Carolina Mudcats (poziom Double-A). 10 września 2009 został przesunięty do Louisvile Bats (poziom Triple-A).
Sezon 2011 rozpoczął od występów w Triple-A, a powołanie do 40-osobowego składu Cincinnati Reds otrzymał 7 lipca 2011 i tego samego dnia zadebiutował w Major League Baseball w meczu przeciwko Milwaukee Brewers, w którym zaliczył single'a. Pierwszego home runa zdobył 17 lipca 2011 w spotkaniu z St. Louis Cardinals.
10 czerwca 2015 w meczu z Philadelphia Phillies odniósł kontuzję kolana, która wykluczyła go z gry do końca sezonu. W lipcu 2017 został po raz pierwszy w karierze wybrany do składu NL All-Star Team.
W grudniu 2017 podpisał trzyletni kontrakt z Los Angeles Angels.

## Nagrody i wyróżnienia
| Nagroda/wyróżnienie | Lata | Źródło |
| All-Star            | 2017 | [ 8 ]  |